# Terapêuticas não convencionais
Terapêuticas não convencionais são, no ordenamento jurídico português, as terapêuticas «que partem de uma base filosófica diferente da medicina convencional e aplicam processos específicos de diagnóstico e terapêuticas próprias.»

## Terapêuticas abrangidas
Estão abrangidas pela Lei n.º 45/2003, de 22 de agosto, as seguintes terapêuticas não convencionais:
- Acupunctura;
- Homeopatia;
- Osteopatia;
- Naturopatia;
- Fitoterapia;
- Quiropraxia.

## Regulamentação
A Lei n.º 45/2003, de 22 de agosto, ainda aguarda regulamentação (Março de 2013), tendo o Governo apresentado na Assembleia da República uma proposta de lei nesse sentido.